# Десятая пятилетка
Десятая пятилетка (1976—1980) — десятый пятилетний план развития народного хозяйства СССР.

## История
XXV съезд КПСС в 1976 году утвердил «Основные направления развития народного хозяйства СССР на 1976—1980 гг.» (X пятилетний план).

## Экономические показатели
За рассматриваемое пятилетие национальный доход по советским данным вырос на 24 %, объём валовой продукции промышленности — на 23 %, а сельского хозяйства — на 10 %.
На 15 и 30 тысяч километров соответственно возросла протяженность магистральных нефте- и газопроводов. Капиталовложения в развитие Западно-сибирского нефтегазового комплекса в Десятой пятилетке превысили совокупную стоимость БАМа, Атоммаша, ВАЗа. Добыча нефти за пятилетку возросла с 490,8 млн тонн в год (1975) до 603,2 млн тонн, то есть почти на 20 %.
В августе 1977 года советский атомный ледокол «Арктика» впервые достиг Северного полюса. Были построены крупные цеха и множество производственных мощностей.
Для награждения отличившихся на производстве был создан алюминиевый знак «Ударник 10 пятилетки», который относится к ведомственным наградам и прикреплялся булавкой к одежде. Этот знак даёт право на получение звания «Ветеран труда».
В годы десятой пятилетки вступили в строй:
- Усть-Илимская ГЭС
- КАМАЗ

## В кинематографе
- Обгоняющие время. О достижениях трудящихся РСФСР в 10-й пятилетке (документальный, ТО «Экран». реж. И. Беляев, Ю.Визбор и др., 1981 г.)